# شورلت کامارو (نسل چهارم)
شورلت کامارو (نسل چهارم) (Chevrolet Camaro (fourth generation)) خودرویی است که در سال‌ های ۱۹۹۳ تا ۲۰۰۲ در کانادا تولید شده‌است. طراحی آن خودروهای موتور جلو-محور عقب بوده است. سیستم جعبه‌دنده آن به دو صورت خودکار و دستی بوده است.